# Victor Wembanyama
Victor Wembanyama (Le Chesnay, 4. siječnja 2004.) francuski je košarkaš koji igra za San Antonio Spurse i francusku košarkašku reprezentaciju. Spursi su ga izabrali kao prvog na NBA draftu 2023. godine. S visinom od 2,24 metra, Wembanyama je izjednačen s Bobanom Marjanovićem i Zachom Edeyem kao najviši aktivni NBA igrač.
Njegov otac Félix je Kongoanac, koji se bavio atletikom. Victorova majka, Francuskinja Élodie de Fautereau košarkaška je trenerica i bivša igračica. Wembanyama je započeo svoju profesionalnu karijeru s Nanterreom 92 2019. godine iz francuske prve lige Pro A. Dvije godine kasnije preselio se u ASVEL i osvojio Pro A naslov u svojoj jedinoj sezoni s timom. U sezoni 2022./'23., Wembanyama je potpisao ugovor s Metropolitansima 92 i postao najmlađi igrač koji je osvojio nagradu Pro A MVP, dok je zaradio počasti Pro A najboljeg braniča i bio vodeći u ligi po broju pogodaka, skokova i blokada. Dvaput je jednoglasno proglašen LNB All-Starom, jednom je osvojio MVP All-Star utakmice, a tri je puta bio Pro A najbolji mladi igrač.
Nakon povijesne rookie sezone u NBA-u, Wembanyama je jednoglasno proglašen NBA rookiejem godine 2024., završio je na drugom mjestu u glasovanju za obrambenog igrača godine 2024. iza svog sunarodnjaka Rudyja Goberta, te je postao prvi rookie koji je ikad imenovan u najbolju obrambenu momčad NBA sezone.
Wembanyama igra i za francusku reprezentaciju. Na razini mladih odveo je svoju momčad do dvije srebrne medalje, uključujući FIBA Svjetsko prvenstvo do 19 godina 2021., gdje je postavio FIBA-in rekord za blokade po utakmici na jednom turniru. Nastupio je na OI 2024. i s Francuskom došao do finala olimpijskoga turnira i osvojio srebro.